# Pięć razy morderstwo

Pięć razy morderstwo – zbiór pięciu opowiadań kryminalnych autorstwa Jerzego Siewierskiego. Wydane zostały w 1976. 
Autor, który poza twórczością zajmował się również teorią tworzenia powieści kryminalnych (wydał na ten temat monografię) w formie żartu literackiego mającego postać pięciu opowiadań pokazał różnice między stylami powieści kryminalnych w kilku krajach. Detektywi mają podobne nazwiska (Petra Barlove, Pierre Barliet, Peter Barlow, Par Barlsson i Piotr Barlicz), a poza tym odpowiadają postaciom typowym dla twórczości innych autorów: Agathy Christie (Jane Marple), Georgesa Simenona (komisarz Maigret), Raymonda Chandlera (Philip Marlowe), a także typowego oficera policji (milicji) występującego w powieści szwedzkiej i polskiej.
Książka składa się z następujących rozdziałów:
- Kabała Panny Barlove czyli morderstwo po angielsku
- Barliet i nieżywa służąca czyli morderstwo po francusku
- Sprowadź mi męża, Barlow! czyli morderstwo po amerykańsku
- Zbrodnia w "Słonecznym Klubie" czyli morderstwo po szwedzku
- Umarli nie składają zeznań czyli morderstwo po polsku